# Punta San Luis
Punta San Luis (spanisch) ist eine Landspitze einer der Racoviță-Inseln in der Wilhelmina Bay an der Danco-Küste des Grahamlands auf der Antarktischen Halbinsel.
Argentinische Wissenschaftler benannten sie. Der weitere Benennungshintergrund ist nicht überliefert.